# Jeannette Donzella
Jeannette Amelia de la Coromoto Donzella Sánchez, o simplemente conocida como Jeannette Donzella (Caracas, Venezuela, 11 de septiembre de 1952) es una modelo y reina de venezolana. Ganó el certamen de belleza Miss Venezuela de 1971, representando al Estado Monagas y fue la representante oficial de Venezuela para el Miss Universo 1971, certamen celebrado en Miami Beach, Florida, EE. UU, el 24 de julio de 1971. Dónde no clasificó, fue la representante de Venezuela en el Reinado Internacional del Café en 1971, donde se alzó con el título de segunda finalista, era muy comparada con la famosa actriz Sofía Loren, por el enorme parecido que tenía con ella.

## Miss Venezuela 1971
Al momento de su coronación Donzella estudiaba la carrera de diplomacia (hoy Estudios Internacionales), en la Universidad Central de Venezuela. Antes de ser "Miss Venezuela 1971" ostentó el título de "Miss Princesita 1968", y viajó al "Teen Princess International", celebrado en Chicago, Estados Unidos, donde figuró como segunda finalista. Además, había sido "Reina de Las Orquídeas". Portó la banda del Estado Monagas y así se convirtió en la ganadora del título de "Miss Venezuela 1971", celebrado en el Teatro Nacional de Venezuela, en Caracas. Fue la representante oficial de Venezuela en el "Miss Universo 1971", celebrado en Miami Beach, Florida, Estados Unidos. No clasificó. También representó a su país en el Reinado Internacional del Café ese mismo año 1971 obteniendo la posición de "Segunda Finalista". Apareció por última vez en 2002, como muchas reinas de belleza venezolanas en un homenaje creado para celebrar los 50 años que cumplía el certamen.

## Cuadro final de Miss Venezuela 1971
También se incluye el concurso al que fueron enviadas.
- Jeannette Donzella, Miss Monagas (ganadora) para Miss Universo
- Ana María Padrón, Miss Carabobo (primera finalista) para Miss Mundo
- María Dubravska Purkarevic, Miss Nueva Esparta (segunda finalista) para Miss Internacional
- Raquel Santi Hurtado, Miss Guárico (tercera finalista)
- Dalia Carolina Aguirre, Miss Barinas (cuarta finalista)

## Concursantes del Miss Venezuela 1971
- Anzoátegui: Milagros Orsini
- Apure: Yolanda Bramble
- Aragua: Iris Camacho
- Barinas: Dalia Carolina Aguirre
- Bolívar: Yanice Salicetti
- Carabobo: Ana María Padrón Ibarrondo
- Departamento Vargas: Zoraida Bello
- Distrito Federal: Dora Laforest
- Falcón: Miriam Callegari Pérez
- Guárico: Raquel Santi Hurtado
- Lara: Laly Matheus
- Mérida: Ana Carmona Sánchez
- Miranda: Zenda Azul Ríos Lossada +
- Monagas: Jeanette Amelia De La Coromoto Donzella Sánchez
- Nueva Esparta: María Dubravska Purkarevic

## Otras
El concurso contó con la participación de 15 candidatas por problemas económicos y la única concursante fallecida del certamen de ese año es Zenda Ríos Lossada, asesinada en 1972, en una quinta en la urbanización Campo Alegre, en Caracas. Fue víctima de maltrato de género.